# Anagusa
Anagusa (auch Bentley-Insel) ist eine Insel im Louisiade-Archipel. Politisch gehört sie zur Provinz Milne Bay im südöstlichen Teil Papua-Neuguineas. Zur Volkszählung 2000 hatte die Insel ein Dorf mit 85 Einwohnern in 21 Haushalten.
Anagusa befindet sich 10 km südlich der Engineer-Inseln. Sie wurde von Migranten besiedelt, die von Normanby und Wari stammten. Der Stil der auf Anagusa hergestellten Töpferwaren entspricht dem von Wari. Die Bevölkerung besteht aus Fischern und  Subsistenz-Bauern. Die nächstgelegene Insel ist Mudge Island 6,8 km südöstlich.
Die Einwohner der Insel sprechen Bwanabwana.
Verwaltungsmäßig gehört die Insel zur Bwanabwana LLG (Local Level Government area) des Distrikts Samarai-Murua in der Provinz Milne Bay.